# Uttenreuth
Uttenreuth är en kommun Landkreis Erlangen-Höchstadt i Regierungsbezirk Mittelfranken i förbundslandet Bayern i Tyskland.
Kommunen ingår i kommunalförbundet Uttenreuth tillsammans med kommunerna Buckenhof, Marloffstein och Spardorf.